# رون آراد
رون آراد (به عبری: רון ארד) (متولد: ۵ مه ۱۹۵۸) کمک‌خلبان مفقودشده نیروی هوایی ارتش اسرائیل است.

## اسارت
او در هنگام اسارت، ۲۸ سال سن داشت و دانشجوی سال اول مهندسی شیمی در دانشگاه صنعتی اسرائیل - تخنیون بود و یک دختر نوزاد به نام یوال داشت.
مأموریت وی در یک عملیات هوایی به تاریخ ۱۶ اکتبر ۱۹۸۶ میلادی و در جریان جنگ داخلی لبنان، در صدد انهدام اهداف نظامی سازمان آزادی‌بخش فلسطین در نزدیکی شهر صیدا در جنوب لبنان بود. در این عملیات هوایی، به دلیل انهدام زودهنگام یکی از موشکها، جنگنده در هوا منهدم شد، اما وی و خلبان هواپیما توانستند به وسیله چتر نجات، جان سالم بدر ببرند.
نهایتاً نبیه بری، رهبر سازمان امل در زمان جنگ داخلی لبنان که یکی از دو حزب عمده شیعه در لبنان بود، مدعی شد که رون آراد زنده و در دست گروه وی است. یک سال پس از اسارات آراد، «سازمان امل» با پخش سه نامه با دست‌خط وی، که خطاب به خانواده‌اش نوشته شده بود و دو تصویر از وی در حال اسارت، ثابت کرد که وی زنده است و در اختیار گروه شیعی امل قرار دارد. وی در آخرین نامه‌اش نوشته بود که «از چند بیماری جسمی رنج می‌برد.»

## تلاش‌ها برای آزادی
نهایتاً سازمان امل در قبال آزادی وی، خواستار رهایی صدها زندانی فلسطینی و لبنانی از زندان‌های اسرائیل به علاوه سه میلیون دلار پول نقد شده بود. مذاکرات برای تبادل اسرا به سرانجام نرسید و با شکست مذاکرات، تا سال‌ها هیچ خبر یا نشانه‌ای از زنده‌بودن رون آراد بدست نیامد.
در سال ۱۹۸۹ میلادی، یگان ویژه سایرت متکل که مستقیماً زیر نظر ستاد کل نیروهای دفاعی اسرائیل قرار دارد، طی عملیاتی کماندویی در خاک لبنان و برای بدست آوردن اطلاعاتی در مورد سرنوشت رون آراد، اقدام به دستگیری شیخ عبدالکریم عبید از مقامات ارشد امنیتی حزب‌الله لبنان کرد. در عملیاتی دیگر در سال ۱۹۹۴ میلادی، یگان ویژه سایرت متکل طی عملیات کماندویی دیگری در خاک لبنان، اقدام به دستگیری مصطفی دیرانی برای نقش‌اش در ناپدید شدن رون آراد کرد. مصطفی دیرانی، مسئول امنیتی سازمان امل در زمان مفقود شدن رون آراد بود.
منابع امنیتی اسرائیل بر این باورند که رون آراد در سال ۱۹۸۹ میلادی، به وسیلهٔ مصطفی دیرانی به حزب‌الله لبنان که دارای وابستگی به نظام جمهوری اسلامی ایران است، «فروخته» شد.
از سال ۱۹۸۹ به بعد، هیچ اثری از وی در دست نیست. با این وجود دولت اسرائیل تلاش برای پیدا کردن رون آراد را متوقف نکرد و به تلاش‌های مختلفی دست زد که از آن‌جمله می‌توان به جریان پناهندگی (یا ربودن) علی‌رضا عسگری، معاون وزیر دفاع ایران، در تاریخ ۷ فوریه ۲۰۰۷ میلادی، اشاره کرد.
در ۱۰ دسامبر ۲۰۰۷ میلادی، اسرائیل به آزادی زودهنگام کاظم دارابی و عباس رحیل که بخاطر نقش‌شان در طراحی و ترور سران کردهای مخالف نظام جمهوری اسلامی ایران در رستوران میکونوس در برلین، به زندان ابد محکوم شده بودند، به دولت آلمان اعتراض رسمی‌کرد و خواهان به عقب‌افتادن آزادی زودهنگام افراد یادشده شد. مطبوعات اسرائیلی و آلمانی مدعی شدند که قرار بوده‌است تا آزادی کاظم دارابی و عباس رائل، بخشی از معامله‌ای میان حزب‌الله لبنان و دولت اسرائیل، برای دریافت اطلاعاتی از سرنوشت رون آراد، بوده باشد. در طول این مدت اطلاعات متناقض زیادی به اسرائیل رسیده‌است.
جایزه نقدی که برای دادن اطلاع قطعی در مورد رون آراد تعیین شده، ده میلیون دلار است.

## خبر مرگ
حزب الله لبنان در گزارش محرمانه ای درباره تبادل زندانیان با اسرائیل، مدعی شده است که آراد در بین سال های ۱۹۸۶ تا ۱۹۸۸ در زندان های متعلق به حزب الله نگهداری می شد و پس از آن از زندان گریخته و در حین ورود به سرزمین اسرائیل، در نقطه مرزی بر اثر عوامل طبیعی و یا برخورد با مین، کشته شده است. اسرائیل گزارش منتشر شده حزب الله را نپذیرفت. اما کمی بعد در سال ۲۰۱۶ رسما اعلام کرد که وی در سال ۱۹۸۸ کشته شده است.